# Gymnoichthys inopinatus
Gymnoichthys inopinatus è un pesce osseo estinto, appartenente ai neopterigii. Visse nel Triassico medio (Anisico, circa 244 milioni di anni fa) e i suoi resti fossili sono stati ritrovati in Cina.

## Descrizione
Questo animale è noto per alcuni esemplari in ottimo stato di conservazione, che indicano una lunghezza media di poco più di dieci centimetri. La forma era piuttosto idrodinamica, con una pinna dorsale ampia e piuttosto arretrata. La caratteristica sorprendente di Gymnoichthys era data dal fatto che il corpo era pressoché privo di scaglie, tranne una singola fila di scaglie urodermiche che ricoprivano parte della pinna caudale e una fila di scaglie molto piccole e sottili lungo il canale della linea laterale, sui fianchi. Anche nello scheletro assiale Gymnoichthys (il cui nome significa "pesce nudo") era particolare: i sopraneurali erano perfettamente allineati a ognuno degli archi neurali appaiati, e le costole addominali erano molto sviluppate. 

## Classificazione
Questo pesce è stato descritto per la prima volta nel 2010, sulla base di fossili ritrovati nella contea di Luoping (Yunnan, Cina). Inizialmente venne attribuito ai neopterigii, ma un nuovo studio operato nel 2013 ha indicato Gymnoichthys come appartenente ai caturoidi, un gruppo di pesci predatori tipici del Giurassico. Gymnoichthys, quindi, rappresenterebbe il primo caturoide cinese e il più antico fra tutti i caturoidi, anteriore di circa 40 milioni di anni alle altre forme, rinvenute in Nordamerica e in Europa.